# Ked af det
"Ked af det" er den syvende single, der er skrevet og sunget af den danske sanger Gulddreng, udgivet i 2016. Sangen blev, ligesom Gulddrengs tidligere seks singler, nummer et på både Tracklisten og det danske Spotify.

## Hitlister
| \| Hitliste (2016) \| Højeste placering \| \| ------------------------- \| ----------------- \| \| Danmark (Track Top-40)[1] \| 1 \| |                   |
| Hitliste (2016) | Højeste placering |
| Danmark (Track Top-40) | 1                 |